# 十分瀑布
十分瀑布位於臺灣新北市平溪區，為臺鐵支線平溪線的著名景點，當地稱為六份漈。地處基隆河上游瀑布群。十分瀑布落差高度約20公尺、寬度約40公尺，壯麗的水瀑、磅礡的氣勢，為臺灣最大的簾幕式瀑布。上游觀瀑吊橋下的「眼鏡洞瀑布」，因洞如眼鏡而得名。日治時期被稱為霹靂瀧，由時任總督田健治郎命名。

## 簡介
十分瀑布位於新北市平溪區南山里，平溪線大華車站和十分車站之間，十分風景區內；十分原來的意思指就是「十份」，就是指有十戶人家合作無間在這裡興建家園；十分風景區實際地理位置是在基隆河的支流上，在臺灣風景區中是屬於瀑布溪谷型，而且基隆河是北部地區最大也是最長的一條河流，由於源頭的侵蝕作用與附近切割地形的關係，造成許多的斷層與奇岩，而河水經過這些斷層和奇岩後，流速快而造成許多瀑布奇觀。北自侯硐至三貂嶺，再延伸到十分寮、平溪一帶，形成一連串此起彼落的瀑布群，十分瀑布更是最為著名的瀑布景點。
十分瀑布落差約20公尺，寬度約40公尺，外層岩頃向和水流方向相反，屬逆斜層瀑布，此情況與北美的尼加拉瀑布相似，使其贏得「臺灣尼加拉瀑布」的美譽。瀑布下方水潭極深，水氣長年瀰漫不散，一經陽光折射，一道清麗的彩虹跨其上，故又有「彩虹淵」的美名是頗受歡迎的觀光點。下游巨石紛立，是崖面受流水侵蝕沖刷之後，經過不斷的崩毀、退後，所形成的奇特景觀，造化之美在此展露無遺。

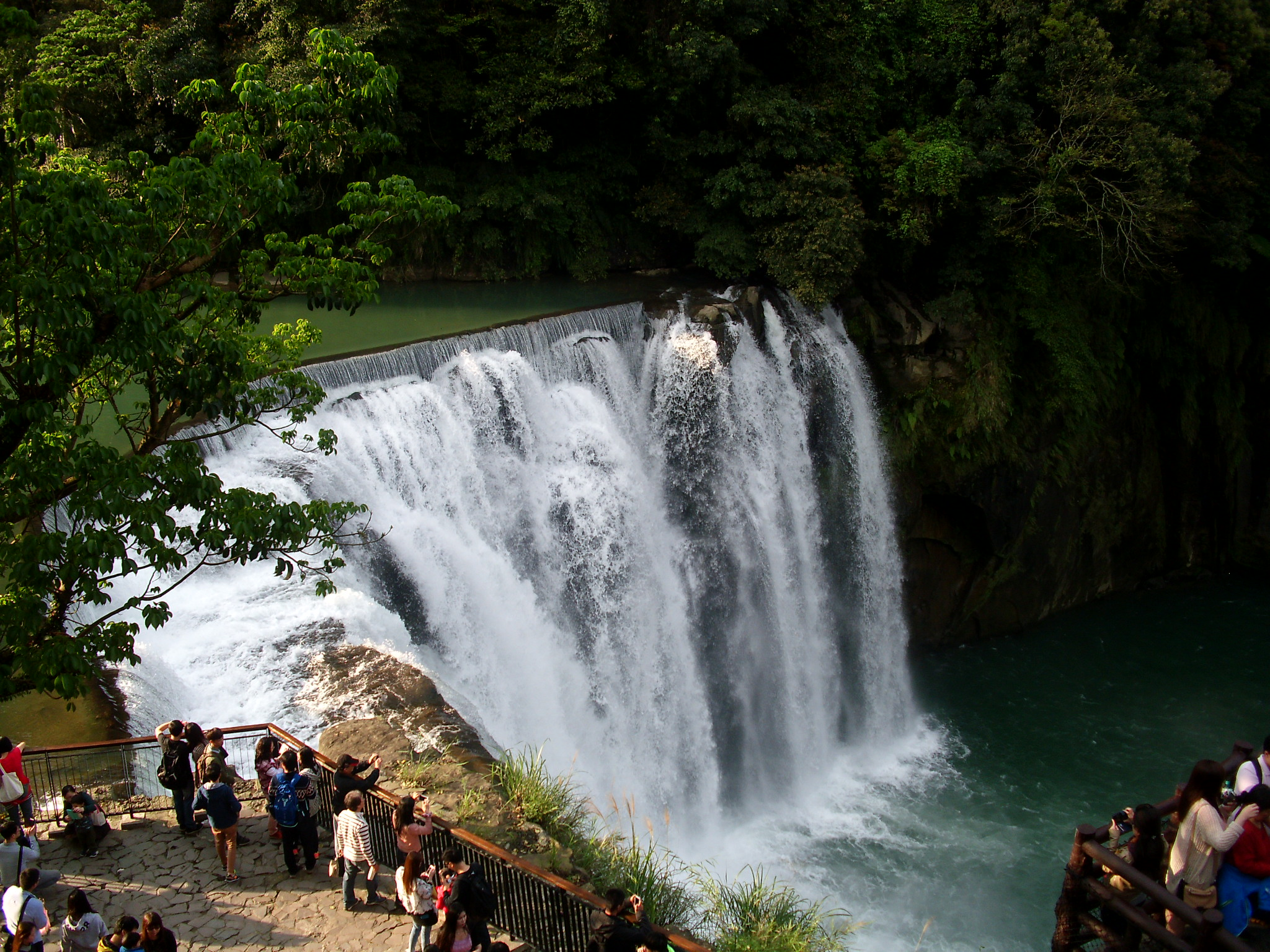
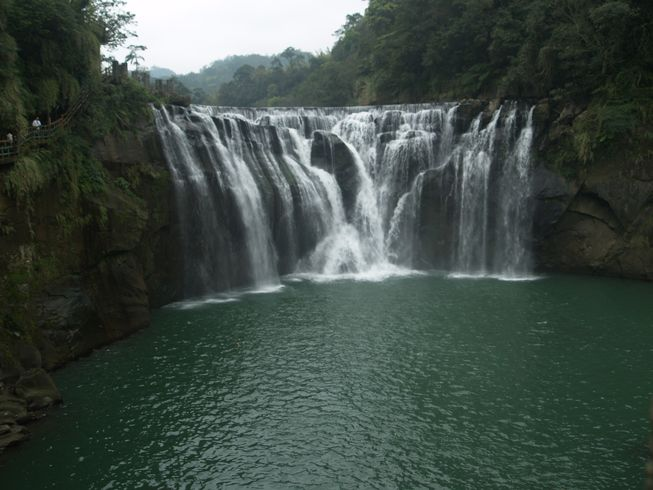
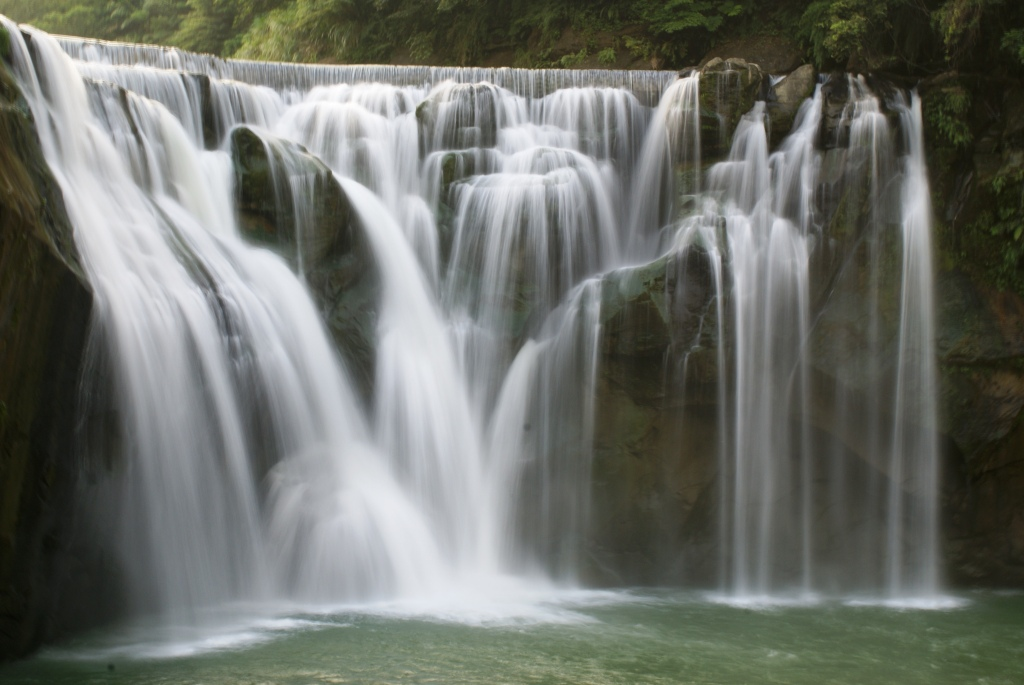

## 旅遊情報
十分瀑布雖為公共資產，唯先前被私人土地包圍，必須經過私人產業的土地才能觀賞，其附近一帶的國土曾由十分大瀑布育樂股份有限公司長期竊佔、蓋違建，亦未取得觀光遊樂業執照即非法營業收取門票，年久無任何負責的公務人員，因此被追究責任。
2010年6月經都市計畫變更，十分瀑布已變更為公園用地，並經內政部都市計畫委員會通過決議。新北市政府觀光旅遊局表示，十分瀑布已公告為市定公園，將依公告地價徵收土地，拆除園區大門並闢建人行步道，2014年12月29日中午12點起，重新免費對外開放可供民眾免費觀賞瀑布。開放入園時間：冬令時間（10月至5月）9點開始開放入園，16:30最後入園，閉園時間為17:00；夏令時間（6月至9月）9點開始開放入園，17:30最後入園，閉園時間為18:00。

## 觀瀑路線和觀瀑平台
除瀑布旁的核心區，沿旅遊資訊站後方的觀瀑路線前行，依循指標左轉走階梯下切溪谷先到「觀瀑平台2」，右下可見是「觀瀑平台1」，左下是「觀瀑平台3」等三個瀑布前方不同高度角度的觀瀑點，沿觀瀑平台3左邊階梯上行是回到旅遊資訊站，上方是高瀑布幾層樓高的「觀瀑平台4」。

## 交通資訊
- 自行開車：由蔣渭水高速公路（國道5號）下石碇交流道後轉縣道106號雙青公路往平溪方向，依指標行駛至里程68.6公里處有一斜岔路進入十分風景區，或沿台2丙基福公路進入[3]。

- 大眾運輸：[3]
  - 由臺北車站搭乘台北捷運板南線至忠孝復興站，轉乘文湖線至木柵站，再轉乘臺北客運795線【木柵 - 平溪】至十分遊客中心站。
  - 由台北車站搭乘板南線至南港站，轉乘首都客運1577線至十分遊客中心站。
  - 搭乘台鐵至瑞芳車站，轉乘基隆客運846線【瑞芳 - 平溪】至十分瀑布站。
  - 搭乘台鐵平溪線者，本景點位於大華車站及十分車站間，雖十分瀑布實際距離大華車站較近，但並無行人徒步路線，僅可走火車隧道，避免發生意外，若搭火車請於十分車站下車。

## 外部連結
- 十分風景特定區  交通部觀光局（页面存档备份，存于）
- 十分風景特定區(十分遊客中心)  新北市觀光旅遊網（页面存档备份，存于）
- 台灣平溪·十分老街·十分瀑布（页面存档备份，存于）